# Чародей (телесериал)
«Чароде́й» (англ. Spellbinder, пол. Dwa światy, дословно — „Два мира“) — фантастический телесериал производства Австралии и Польши, вышедший в 1995 году.

## Место и обстоятельства действия
Действие разворачивается в двух параллельных мирах: в Австралии девяностых годов XX века (Сидней и окрестности) и в Стране Чародеев, по быту напоминающей средневековье. В мире чародеев имеются технологии на основе электромагнитных источников энергии, также известно, что произошёл техногенный катаклизм, вследствие которого обширные земли стали непригодными для проживания.

## Сюжет
Школьные друзья Пол, Алекс и Катрина отправляются вместе с классом на экскурсию в школьный лагерь, чтобы наблюдать солнечное затмение. Учительница показывает пещеру, в которой возникают странные вспышки яркого света и даже, по легенде, раньше наблюдали призраков. Катрина с подругой решают ночью побывать в таинственной пещере. Узнав об этом, Алекс подговаривает Пола отправиться туда и изобразить призраков, чтобы отомстить Катрине за шантаж. Они натягивают между деревьями металлический трос прямо возле линии электропередачи. Этот трос становится причиной возникновения прохода в параллельный мир, куда по неосторожности и попадает Пол.
Параллельный мир напоминает средневековье. Власть в регионе, куда попал Пол, удерживает сословие людей, называющих себя «чародеями». Используя страхи и невежество населения, они удерживают власть, выдавая технологии за волшебство. Однако чародеи не способны воспроизводить принадлежащее им оружие и летающие корабли: они используют последние технологии, которые получили от древних чародеев — развитой цивилизации, погибшей после наступления «великой тьмы», возникшей в результате применения оружия массового поражения. Территория в параллельном мире, где происходит действие сериала, окружена заражёнными пустошами.
Оказавшись в мире чародеев, Пол встречает свою сверстницу — молодую крестьянку Риану, он спасает её маленького брата, который чуть было не утонул, а затем и всю деревню от нападения «диких» — людей, изгнанных регентами (верховными чародеями — в сериале их всего трое) за различные провинности на малопригодные для сельского хозяйства территории, и поэтому вынужденных промышлять разбоем. Он попадает в плен к чародеям за кражу устройства «голос», оказавшегося аналогом рации в мире чародеев. Однако он быстро становится объектом интересов чародея Ашки, которая понимает, что знания мальчика могут быть крайне полезны. Она пытается выведать у него секрет пороха, с помощью которого она смогла бы захватить власть над всем миром, однако Риана, тайно проникшая в замок, чтобы помочь Полу, знакомится с регентом Корреоном и объясняет ему всю ситуацию. Вместе они освобождают Пола из плена Ашки, но тут же попадают в плен к «диким». Им открывается другая сторона их жизни — это изгнанники-сопротивленцы, пострадавшие от деспотии чародеев и практически полностью лишённые возможности возделывать земли, вынужденные грабить простых крестьян, чтобы выжить. С трудом героям удаётся помириться с «дикими». Корреон возвращается в замок, чтобы рассказать остальным регентам о коварных планах Ашки и о том, что «великую тьму» на самом деле навлекли древние чародеи, а не «дикие», как все считали. Однако, Ашка, прервав в присутствии регентов рассказ Корреона и обвинив его в клевете в свой адрес, вызвала его на дуэль и, при помощи своего верного ученика Гривона, в нечестном бою победила (Гривон по указанию Ашки испортил энергетические доспехи Корреона перед состязанием). По условию состязания Корреона изгоняют в пустоши, где его вновь находят «дикие» и спасают, забрав в свой лагерь.
Тем временем в нашем мире Алекс и Катрина, единственные, кто знают, что произошло с Полом, ищут информацию о параллельных мирах. Несколько раз они возвращаются к пещере под разными предлогами (они подростки, и родители, равно как и учителя не слишком позволяют им свободу перемещений), и им удаётся установить радиосвязь, а затем с помощью троса восстановить условия для открытия прохода. Сражаясь с Ашкой, Пол и Риана попадают в наш мир, и теперь уже Риане предстоит вернуться домой, что не получится, пока не починят повреждённую башню в мире чародеев.
Риана теряется в городе и знакомится с бездомной Джози и её братом, позже попадает сначала в службу опеки, а затем в больницу, так как её считают сумасшедшей после рассказов о параллельных мирах. Пол и Алекс освобождают её с помощью энергетических доспехов — служебного оружия чародеев, которое Ашка взяла с собой в наш мир, и которые Пол и Алекс смогли у неё выкрасть. Риана вновь встречается с Джози и её братом и помогает им узнать имя отца Джози (отец брата погиб вместе с их общей матерью во время наводнения) в городском архиве. Отец Джози находит её и в присутствии полиции забирает их с братом к себе.
Тем временем, Корреон и семья Рианы предъявляют наконец регентам доказательства заговора против них, Ашку лишают звания чародея, однако она сбегает, и затем проникает в мир Пола. Там она собирается найти технологии для свержения власти в мире чародеев, она совершает крупные кражи и устраивает беспорядки в городе. Полу с друзьями удаётся уничтожить энергетические доспехи Ашки. После этого у неё рождается гораздо более коварный план. Она забирает из своего мира древние чертежи доспехов и запас энергокамней — элементов питания, необходимых для их работы, и обращается к отцу Пола — известному учёному, выдавая себя за вдову археолога. Вдохновлённый новым открытием, отец Пола делает для Ашки новые доспехи, которые могут не только выпускать электрические заряды, но и, взаимодействуя с магнитным полем Земли, поднимать того, кто их надел, в воздух. Лишь когда доспехи полностью готовы и Ашка получает всё, что ей нужно, Полу удаётся убедить отца в коварном замысле Ашки. С большим трудом им удаётся остановить злодейку и отправить её в мир чародеев для отбывания наказания, после чего Пол навсегда закрывает проход между мирами, убрав трос. Но у него остаются данные для создания новых энергетических доспехов, которые Катрина скопировала на дискету с компьютера отца Пола перед тем, как Ашка уничтожила компьютер.

## В ролях
| Актёр                | Роль                                                   |
| -------------------- | ------------------------------------------------------ |
| Збых Трофимюк        | школьник из Сиднея Пол Рейнолдс                        |
| Гося Пётровска       | девочка из Страны Чародеев Риана                       |
| Брайан Руни          | одноклассник Пола Алекс Катсонис                       |
| Мишела Нунан         | одноклассница Пола Катрина Магглтон                    |
| Хезер Митчелл        | чародей Ашка                                           |
| Эндрю Макфарлейн     | отец Пола и Кристин Брайан Рейнолдс                    |
| Кшиштоф Кумор        | регент Корреон                                         |
| Рафал Звеж           | ученик чародея Ашки Гривон                             |
| Джорджина Фишер      | младшая сестра Пола Кристин                            |
| Анджей Грабарчик     | отец Рианы Брон                                        |
| Слава Михалевска     | мать Рианы Маран                                       |
| Кларри Тейн          | отец Алекса Ставрос Катсонис                           |
| Джуди Моррис         | мать Катрины миссис Магглтон                           |
| Ханна Дуновска       | регент Марна                                           |
| Иоахим Лямжа         | регент Лукан                                           |
| Ленка Крипач         | беспризорная девочка из Сиднея Джози                   |
| Станислав Брейдыгант | глашатай из деревни Клейхилл, отец Гривона             |
| Пётр Адамчик         | житель деревни Клейхилл, впоследствии — «дикий» Зандер |

## Эпизоды
1. The Big Bang / Большой взрыв
2. Where Am I? / Где я?
3. Finding the Way Home / Путь домой
4. It Isn’t Magic, It’s Science / Это не магия, это наука
5. Secrets / Секреты
6. Show Me Your World / Покажи мне твой мир
7. The Gunpowder Plot / Пороховой заговор
8. Secrets of the Spellbinders / Тайны Чародеев
9. The Labyrinth / Лабиринт
10. Desperate Measures / Крайние меры
11. The Centre of Power / Энергетический центр
12. Spellbinder Jack / Чародей Джек
13. The Final Challenge / Решающая схватка
14. Lost and Found / Потерян и найден
15. Hospitality / Гостеприимство
16. Breakout / Похищение
17. The Trojan Toffee Trolley / Троянские ириски
18. Run! / Бежим!
19. Reunions / Воссоединение
20. Alien Invasion / Вторжение инопланетян
21. The Hunt for Ashka / Охота на Ашку
22. Clowning Around / Клоунада
23. The High-Tech Power Suit / Высокотехнологичные доспехи
24. A Spellbinder in the House / Чародей в доме
25. Breakfast of Champions / Завтрак для чемпионов
26. Flight / Полёт